# Church Mouth
Albums de Portugal. The Man
Waiter: "You Vultures!"
(2006) Censored Colors
(2008)
Church Mouth est le second album de Portugal. The Man, groupe de rock expérimental originaire d'Alaska. Il est sorti le 20 juillet 2007 en Europe et le 24 juillet au Royaume-Uni et aux États-unis.
Dès le 22 juin 2007 l'album était piraté et disponible sur les sites de partages en peer-to-peer. À ce sujet, le groupe posta un message sur leur page MySpace : "Go download it. Give yourself the tastes. Feel free." (Allez-y, téléchargez-le ! Goutez-y ! Servez-vous !).

## Liste des titres
Tous les morceaux sont écrits par John Baldwin Gourley
| No  | Titre                    | Durée |
| --- | ------------------------ | ----- |
| 1.  | Church Mouth             | 3:13  |
| 2.  | Sugar Cinnamon           | 3:04  |
| 3.  | Telling Tellers Tell Me  | 3:10  |
| 4.  | My Mind                  | 3:50  |
| 5.  | Shade                    | 3:58  |
| 6.  | Dawn                     | 3:17  |
| 7.  | Oh Lord                  | 3:23  |
| 8.  | Bellies Are Full         | 4:08  |
| 9.  | Children                 | 5:03  |
| 10. | The Bottom               | 3:46  |
| 11. | Sleeping Sleepers Sleep  | 3:59  |
| 12. | Sun Brother (excerpt)*   | 2:11  |
| 13. | Seventeen (Titre bonus)* | 3:48  |

- L'édition vinyle de l'album contient une version complète de "Sun Brother" ainsi qu'un titre bonus, "Seventeen" qui apparaît aussi sur l'EP My Mind/Seventeen.
- Une édition limitée de l'album est sortie exclusivement en Allemagne. Elle contient l'EP It's Complicated Being a Wizard en disque bonus.

## Interprètes

### Portugal. The Man
- John Baldwin Gourley - chant, guitare, synthétiseurs
- Zachary Scott Carothers - basse, chants additionnels, percussions
- Jason Sechrist - batterie, congas, percussions, chants additionnels

### Musiciens additionnels
- Kyle O'quin - producteur assistant, orgues, claviers et percussions
- Casey Bates - batterie